# Сентрвілл-Вейргем-Триніті
Сентрвілл-Вейргем-Триніті (англ. Centreville-Wareham-Trinity) — містечко в Канаді, у провінції Ньюфаундленд і Лабрадор.

## Населення
За даними перепису 2016 року, містечко нараховувало 1147 осіб, показавши скорочення на 1,2%, порівняно з 2011-м роком. Середня густина населення становила 30,8 осіб/км².
З офіційних мов обидвома одночасно володіли 5 жителів, тільки англійською — 1 140. Усього 5 осіб вважали рідною мовою не одну з офіційних.
Працездатне населення становило 40,4% усього населення, рівень безробіття — 30,5% (33,3% серед чоловіків та 26,5% серед жінок). 93,9% осіб були найманими працівниками, а 3,7% — самозайнятими.
Середній дохід на особу становив $32 274 (медіана $22 512), при цьому для чоловіків — $45 290, а для жінок $18 865 (медіани — $32 384 та $17 419 відповідно).
24,1% мешканців мали закінчену шкільну освіту, не мали закінченої шкільної освіти — 48,8%, 26,1% мали післяшкільну освіту, з яких 15,1% мали диплом бакалавра, або вищий.
| Статево-вікова структура населення | Статево-вікова структура населення | Статево-вікова структура населення | Статево-вікова структура населення | Статево-вікова структура населення |
| ---------------------------------- | ---------------------------------- | ---------------------------------- | ---------------------------------- | ---------------------------------- |
|                                    |                                    |                                    |                                    |                                    |
| Всього                             | Всього                             | 50,7%49,3%                         |                                    |                                    |
| 0 — 14 років                       | 0 — 14 років                       |                                    | 11,7%                              | 11,7%                              |
| 15 — 64 років                      | 15 — 64 років                      |                                    | 57,4%                              | 57,4%                              |
| 65 і більше                        | 65 і більше                        |                                    | 30,9%                              | 30,9%                              |
| 85 і більше                        | 85 і більше                        |                                    | 1,3%                               | 1,3%                               |
| Середній вік (років)               | Середній вік (років)               | 50,050,4                           | 50,2                               | 50,2                               |
| Медіана (років)                    | Медіана (років)                    | 55,456,3                           | 55,7                               | 55,7                               |
| — чоловіки — жінки                 |                                    |                                    |                                    |                                    |

| Походження мешканців:     | Походження мешканців:     | Походження мешканців: | Походження мешканців: | Походження мешканців: |
| ------------------------- | ------------------------- | --------------------- | --------------------- | --------------------- |
| Походження                |                           |                       | осіб                  | %                     |
| Корінні американці        | Корінні американці        |                       | 25                    | 2.18%                 |
| Інше північноамериканське | Інше північноамериканське |                       | 800                   | 69.87%                |
| Європейське               | Європейське               |                       | 555                   | 48.47%                |
| британське                | британське                |                       | 550                   | 48.03%                |
| французьке                | французьке                |                       | 10                    | 0.87%                 |

| Зайнятість населення за галузями (за класифікацією NOC): | Зайнятість населення за галузями (за класифікацією NOC): | Зайнятість населення за галузями (за класифікацією NOC): | Зайнятість населення за галузями (за класифікацією NOC): | Зайнятість населення за галузями (за класифікацією NOC): |
| -------------------------------------------------------- | -------------------------------------------------------- | -------------------------------------------------------- | -------------------------------------------------------- | -------------------------------------------------------- |
|                                                          |                                                          |                                                          |                                                          |                                                          |
| Управління                                               | Управління                                               |                                                          | 6,3%                                                     | 6,3%                                                     |
| Бізнес, фінанси та адміністрування                       | Бізнес, фінанси та адміністрування                       |                                                          | 8,8%                                                     | 8,8%                                                     |
| Природничі та прикладні науки                            | Природничі та прикладні науки                            |                                                          | 2,5%                                                     | 2,5%                                                     |
| Освіта, правозахист, муніципальні та урядові служби      | Освіта, правозахист, муніципальні та урядові служби      |                                                          | 16,3%                                                    | 16,3%                                                    |
| Роздрібна торгівля та послуги                            | Роздрібна торгівля та послуги                            |                                                          | 10%                                                      | 10%                                                      |
| Гуртова торгівля, транспорт та обладнання                | Гуртова торгівля, транспорт та обладнання                |                                                          | 41,3%                                                    | 41,3%                                                    |
| Природні ресурси, сільське господарство                  | Природні ресурси, сільське господарство                  |                                                          | 7,5%                                                     | 7,5%                                                     |
| Виробництво                                              | Виробництво                                              |                                                          | 11,3%                                                    | 11,3%                                                    |

## Клімат
Середня річна температура становить 4,4°C, середня максимальна – 20,3°C, а середня мінімальна – -12,2°C. Середня річна кількість опадів – 1 065 мм.
| Клімат поселення                              | Клімат поселення | Клімат поселення | Клімат поселення | Клімат поселення | Клімат поселення | Клімат поселення | Клімат поселення | Клімат поселення | Клімат поселення | Клімат поселення | Клімат поселення | Клімат поселення | Клімат поселення |
| Показник                                      | Січ.             | Лют.             | Бер.             | Квіт.            | Трав.            | Черв.            | Лип.             | Серп.            | Вер.             | Жовт.            | Лист.            | Груд.            |                  |
| Середній максимум, °C                         | −1,67            | −1,99            | 1,73             | 6,93             | 11,69            | 16,45            | 19,65            | 20,28            | 15,30            | 10,13            | 5,17             | 0,23             |                  |
| Середня температура, °C                       | −6,77            | −7,09            | −3,37            | 1,84             | 6,60             | 11,36            | 16,10            | 16,75            | 11,77            | 6,59             | 1,64             | −3,31            |                  |
| Середній мінімум, °C                          | −11,87           | −12,18           | −8,44            | −3,24            | 1,52             | 6,27             | 12,57            | 13,23            | 8,24             | 3,05             | −1,91            | −6,84            |                  |
| Норма опадів, мм                              | 80               | 80               | 74               | 77               | 84               | 90               | 88               | 90               | 113              | 107              | 91               | 91               |                  |
| Середньомісячна швидкість вітру, м/с          | 5.40             | 5.28             | 5.34             | 5.29             | 4.90             | 4.79             | 4.47             | 4.59             | 4.99             | 5.30             | 5.39             | 5.48             |                  |
| Середньомісячна сонячна радіація, кДж/м²·день | 3768             | 6651             | 10580            | 14090            | 17078            | 19021            | 18837            | 15765            | 11605            | 6812             | 3903             | 2839             |                  |
| --------------------------------------------- | ---------------- | ---------------- | ---------------- | ---------------- | ---------------- | ---------------- | ---------------- | ---------------- | ---------------- | ---------------- | ---------------- | ---------------- | ---------------- |
| Джерело:                                      |                  |                  |                  |                  |                  |                  |                  |                  |                  |                  |                  |                  |                  |